# Edvin Magnusson
Edvin Valdemar Magnusson, född 19 december 1889 i Östersund, död där 17 december 1964, var en svensk journalist och radiochef.
Edvin Magnusson var son till lokföraren August Magnusson. Efter studentexamen vid Östersunds högre allmänna läroverk 1910 var han 1910-1911 elev vid apoteket Nordstjärnan i Gävle 1910-1911. 1911 anställdes han som journalist vid tidningen Östersund (tidning) där han stannade till 1913, då han i stället blev journalist vid Östersunds-Posten. Magnusson blev 1917 redaktionssekreterare vid tidningen och 1918 tidningens chefredaktör, en post han sedan innehade fram till 1954.
Edvin Magnusson var mycket intresserad av idrott, som ung själv aktiv och innehade distriktsrekord i spjutkastning. 1910-1912 var han sekreterare i styrelsen för IFK Östersund och 1913-1918 ordförande där. Han var även 1911-1954 ledamot av styrelsen för Hofvallen varav 1936-1950 som ordförande, ledamot av styrelsen för Jämtland-Härjedalens Idrottsförbund 1912-1950 varav 1922-1937 som vice ordförande och 1937-1950 som ordförande, 1913-1915 sekreterare i Östersunds simsällskap, 1921-1923 ordförande i Östersunds skidlöparklubb och 1921-1939 ledamot av styrelsen för Svenska Skidförbundet. Magnusson var även sekreterare i Jämtlands turistförening 1925 samt 1938-1952 vice ordförande och 1953-1956 ordförande där, från 1926 ledamot av styrelsen för Skidfrämjandet och 1931-1950 ledamot av Riksidrottsförbundet.
Edvin Magnusson var 1927-1950 hallåman och programchef vid Radiotjänsts kontor i Östersund. Han var även ledamot av styrelsen för Östersunds-Postens tryckeriaktiebolag från 1929 och 1948-1957. Edvin Magnusson var politiskt aktiv som högerman och som sådan ledamot av stadsfullmäktige i Östersund 1931-1951. Han var som sådan ledamot av folkskolestyrelsen 1931-1951 och dess vice ordförande 1944-1951, ordförande i nykterhetsnämnden 1933-1946 och vice ordförande i turisttrafikkommittén 1937-1952 samt var ordförande i länsnykterhetsnämnden 1943-1958.